# ウベア島 (フランス領ウォリス・フツナ)

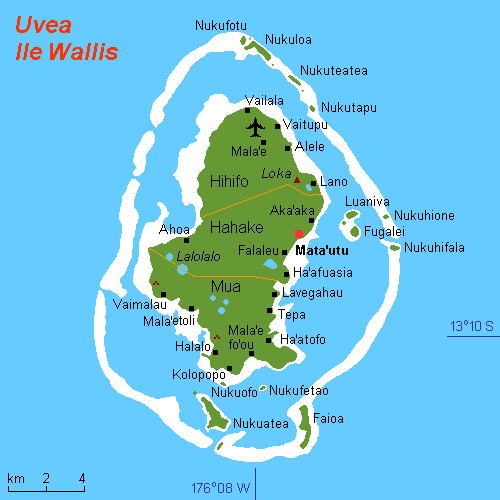
ウベア島の地図

ウベア島（ウベアとう、ウォリス語: 'Uvea）は、フランス領ウォリス・フツナ海外準県にある島。ウォリス・フツナで最も大きく人口も多いため、島の都マタウトゥには同海外準県の主都が置かれている。英語ではウォリス島（Wallis）という。
ウベア島は面積77.5km2、周囲50km。島の最高点は131mのロカ山である。島内にはいくつかの湖があるが、これは火山起源のものであり、ラロラロ湖のようにほぼ完全な円形と垂直な崖を持っている。ウベア島はウォリス・フツナのもう一方であるフトゥナ島及びアロフィ島から北東に240km離れている。ウベア島の周りには環礁が広がっており、15の小島が浮かんでいて、ウベア諸島を形成している。
考古学的な調査によれば、ウベア島には1400年ごろには人類が住んでいた。13世紀から16世紀ごろまではトンガ大首長国の一部だったが、やがてツイ・トンガの影響力は弱まり、ウベア独自の王朝が成立した。ウベア島は1767年8月16日にコーンウォール人の探検家サミュエル・ウォリスによって「発見」され、この島はウォリス島と名づけられた。
1842年4月5日、ウォリス政府はフランスの保護を要請し、1887年4月にフランスはこの地を保護領とした。1959年の国民投票により、1961年にウベア島はフランスの海外領土となった。2003年には海外準県となっている。
ウベア島の人口は10,071人（2003年）で、住民のほとんどはウベア語を話す。住民のほとんどはローマ・カトリックを信仰する。主都は東海岸のマタウトゥ。ウベア島は西のヒヒフォ、東のハハケ、南のムッアの3地区に分かれている。
ウベア島北部のヒヒフォ空港へはエア・カレドニア・インターナショナルが定期便を運行しており、マタウトゥにオフィスがある。